# 聚唾液酸
聚唾液酸（英語：Polysialic acid）是一种较少见的蛋白质翻译后修饰机制，常发生在神經元黏附分子（NCAM）上，通过苏氨酸进行的O-糖基化或通过天冬酰胺进行的N-糖基化把多个唾液酸单元修饰到蛋白上。聚唾液酸是一种相当大的阴离子，强烈的负电荷让这种修饰能够改变蛋白质的表面电荷和结合能力。在突触中，神經元黏附分子的聚唾液酸化，会阻止与细胞膜上邻近的神经细胞粘附分子相互结合。